# Jerarquía alt.*
La jerarquía alt.* es una clase mayor de los grupos de noticias en Usenet, contiene todos los grupos de noticias cuyo nombre comienza por "alt.", organizados jerárquicamente. Esta jerarquía no se confina a los grupos de noticias de ningún tema o tipo específico, aunque los grupos más formalmente organizados tienden en la práctica a no ubicarse en el alt.
A diferencia de otras jerarquías, no hay control centralizado de la jerarquía y cualquiera que técnicamente sea capaz de crear un grupo de noticias podrá hacerlo. En la práctica, sin embargo, la mayoría de los grupos de noticias siguen un procedimiento informal que implica una discusión pública en alt.config antes de ser creado. Este procedimiento está diseñado para ayudar al creador a comprender mejor qué factores contribuyen más al éxito del grupo de noticias.
Queda a discreción de cada administrador de grupos de noticias cuando añadir un nuevo grupo de noticias.
- Datos: Q4735906